# Ghar-e-Roodafshan
Die Ghar-e-Rudafschan (persisch غار رودفشان Ghār-e Rudafschān, DMG Ġār-e Rūdafšān) ist eine Höhle in der Provinz Teheran im Iran. Es befindet sich im Rudafschān-Tal östlich von Teheran und ist seit dem Jahr 2003 Ziel von Forschungsfahrten des Vereins für Höhlenkunde in Obersteier. Gemeinsam mit dem Verein Chāneye Kuhnawardān-e Tehrān / خانهء کوهنوردان تهران wurde an der Vermessung der Höhle gearbeitet (2003–2005).
Die Gesamtlänge dieser großräumigen Höhle beträgt 1.502 m bei einer Niveaudifferenz von −90,6 m. Die maximale Horizontalersteckung liegt bei 470 m. Die N-S-Erstreckung beträgt 467 m. Die O-W-Erstreckung liegt bei 185 m. Die Roodafshan Entrance Hall ist mit 168 m Länge, 94 m Breite, einer Höhe von bis zu 40 m und einer Grundfläche von 11.395 m² der derzeit zweitgrößte, dokumentierte Höhlenraum im Iran.
Trotz der Großräumigkeit der Gänge wurde immer wieder eine leichte Wetterführung festgestellt, welche auf ein größeres Höhlensystem hinter der Inkasionszone schließen lässt.
Der gesamte Höhlenbereich ist relativ trocken, es gibt keine aktiven Gerinne. Nur vereinzelt finden sich Tropfstellen und aktive Sinterbildungen. Charakteristisch für die Höhle ist der partiell großflächige Karfiol- bzw. Knöpfchensinterüberzug der Höhlenwände und der Stalagmiten.